# Bibimys torresi
Bibimys torresi är en däggdjursart som beskrevs av Elio Massoia 1979. Bibimys torresi ingår i släktet rödnosade råttor och familjen hamsterartade gnagare. IUCN kategoriserar arten globalt som nära hotad. Inga underarter finns listade i Catalogue of Life.
Denna gnagare förekommer i östra Argentina norr om Buenos Aires. Arten vistas i Paranáflodens delta.
Individerna blir 9 till 11 cm långa (huvud och bål), har en 7,2 till 8,0 cm lång svans och väger 32 till 42 g. Bakfötterna är cirka 2,2 cm långa och öronen är ungefär 1,7 cm stora. Den långa och silkeslena pälsen på ovansidan bildas av hår som är gråa nära roten och ockra vid spetsen. Vid kroppens sidor och vid kinderna förekommer inslag av gul. Undersidan är täckt av krämfärgad päls. Bibimys torresi har en svans som är brun på ovansidan och orange på undersidan. Som hos alla andra släktmedlemmar är nosen täckt av korta rosa hår.
Rester av gnagaren har hittats i spybollar av nattlevande ugglor som tornuggla och virginiauv. Därför antas att Bibimys torresi främst är nattaktiv. Arten var vid studier mer sällsynt än andra medlemmar av underfamiljen Sigmodontinae i samma region.